# Morlac
Morlac település Franciaországban, Cher megyében. Lakosainak száma 274 fő (2022. január 1.). Morlac Chambon, Ids-Saint-Roch, Ineuil, Marçais, Saint-Pierre-les-Bois és Vallenay községekkel határos.

## Népesség
A település népessége az elmúlt években az alábbi módon változott:
| Lakosok száma | 477  | 314  | 311  | 340  | 322  | 328  | 329  | 332  | 312  | 274  |
|               | 1968 | 1982 | 1990 | 2006 | 2013 | 2015 | 2017 | 2019 | 2020 | 2022 |